# Aire d'attraction du Pouliguen
L'aire d'attraction du Pouliguen est un zonage d'étude défini par l'Insee pour caractériser l’influence de la commune du Le Pouliguen sur les communes environnantes.

## Définition
L'aire d'attraction d'une ville est composée d’un pôle, défini à partir de critères de population et d’emploi ainsi que d’une couronne constituée des communes dont au moins 15 % des actifs travaillent dans le pôle. Le pôle d’attraction constitue ainsi un point de convergence des déplacements domicile-travail,.

## Type et composition
L’aire d'attraction du Pouliguen est une aire intra-départementale qui comporte 3 communes en Loire-Atlantique. 
Elle est catégorisée dans les aires de moins de 50 000 habitants, une catégorie qui regroupe 12,2 % au niveau national.

### Carte

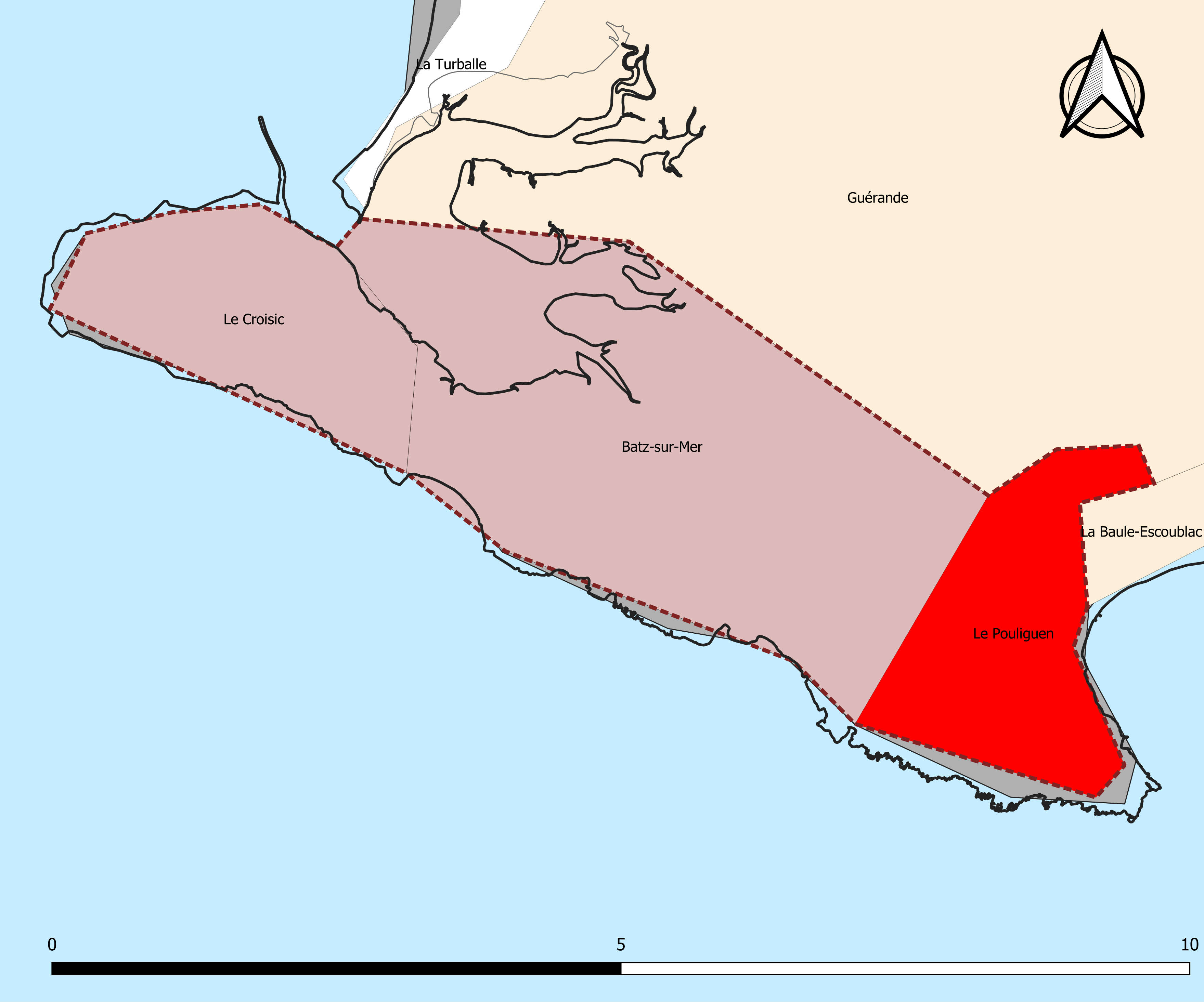
Carte de l'aire d'attraction du Le Pouliguen.
Commune-centre
Commune du pôle principal

### Composition communale
| Nom                           | Code Insee | Département      | Statut                    | Superficie (km2) | Population (dernière pop. légale) | Densité (hab./km2) | Modifier                                    |
| ----------------------------- | ---------- | ---------------- | ------------------------- | ---------------- | --------------------------------- | ------------------ | ------------------------------------------- |
| Le Pouliguen (commune-centre) | 44135      | Loire-Atlantique | commune-centre            | 4,39             | 4 007 (2022)                      | 913                | modifier les données · modifier les données |
| Batz-sur-Mer                  | 44010      | Loire-Atlantique | commune du pôle principal | 9,27             | 2 799 (2022)                      | 302                | modifier les données · modifier les données |
| Le Croisic                    | 44049      | Loire-Atlantique | commune du pôle principal | 4,50             | 4 081 (2022)                      | 907                | modifier les données · modifier les données |